# 神戸市立浜山小学校
神戸市立浜山小学校（こうべしりつ はまやましょうがっこう）は、兵庫県神戸市兵庫区材木町に所在する公立小学校。

## 沿革
- 1909年（明治42年） - 真陽尋常高等小学校より分離し、浜山尋常小学校として開校。
- 1915年（大正4年） - 遠矢小学校[1]を当校の分教場として開設。
- 1916年（大正5年） - 遠矢小学校を校区分離。
- 1920年（大正9年） - 御崎小学校を校区分離[2]。
- 1932年（昭和7年） - 校歌制定[3]。
- 1941年（昭和16年） - 浜山国民学校と改称。
- 1947年（昭和22年） - 神戸市立浜山小学校と改称[4]。

## 通学区域
- 神戸市兵庫区[5]
  - 材木町、吉田町2丁目[6]・3丁目、金平町1・2丁目、浜中町1・2丁目、高松町、御崎町1・2丁目

※卒業後は基本的に神戸市立吉田中学校に進学する。

## 校区周辺
- 兵庫運河
- 御崎公園
- 神戸百年記念病院

## 交通
- 神戸市営地下鉄海岸線 御崎公園駅より北300m

## 通学区域が隣接している学校
- 神戸市立和田岬小学校
- 神戸市立明親小学校
- 神戸市立真野小学校